# قناة بابلي تولز الفضائية
قناة بابلى تولز الفضائية  Publitools TV هي واحدة من قنوات الأغاني والفيديو كليب التي تبث في الشرق الأوسط عبر مدار قمر النايل سات تردد 10815 أفقي وتبث في العالم أون لاين وعبر أجهزة الIPTV والمتخصصة بالأغاني المصورة ومتابعه أخبار نجوم الغناء العربي، حيث تعرض القناه على شاشتها أحدث الأغاني والفيديو كليبات العربية وتعرض أيضا العديد من الأغاني الأجنبية والنشرات الفنية، وهي شركة إنتاج أيضا، حيث بدأت شركة بابلى تولز في عام 2010 كاستديو صوت وقناة على اليوتيوب تجاوزت المليونين مشترك واكتر من مليار مشاهدة وتم اطلاق القناة عام 2016 ومستمرة إلى الآن، أسسها ومديرها العام المخرج مؤيد الأطرش.

## أهم الإنتاجات
| اسم الأغنية      | الفنان                            | سنة الإنتاج |
| ---------------- | --------------------------------- | ----------- |
| الفرحة سورية     | وفيق حبيب , أنس كريم , محمد مجذوب | 2017        |
| من الآخر         | وفيق حبيب                         | 2016        |
| بفرح فيكي        | حسام جنيد                         | 2016        |
| عم دور ع حالي    | نينا عبد الملك                    | 2014        |
| الطلقة الروسية   | أنس كريم                          | 2014        |
| خدك تفاحة        | أنس كريم                          | 2017        |
| بحبك من بعد الله | أنس كريم                          | 2018        |